# زبان انگلیسی در انگلستان
زبان انگلیسی که در انگلستان صحبت می‌شود طیف متنوعی از لهجه‌ها و گویش‌ها را در بر می‌گیرد. این زبان بخشی از انگلیسی بریتانیایی گسترده‌تر، همراه با انواع دیگر در بریتانیا است. اصطلاحاتی که برای اشاره به زبان انگلیسی انگلستان استفاده می‌شود عبارتند از: انگلیسی انگلیسی و آنگلوانگلیسی.
اصطلاح انگلیسی بریتانیایی دارای ابهامات و تنش‌های زیادی در کلمه بریتانیایی است، بنابراین می‌توان از آن به روش‌های متعددی استفاده و تفسیر کرد، اما معمولاً برای توصیف ویژگی‌های مشترک در انگلیسی انگلیسی، انگلیسی ولزی و انگلیسی اسکاتلندی اختصاص دارد. انگلستان، ولز و اسکاتلند سه کشور سنتی در جزیره بریتانیای کبیر هستند؛ گویش اصلی چهارمین کشور بریتانیا، ایرلند شمالی، انگلیسی اولستر است که به‌طور کلی گویش انگلیسی ایرلندی در نظر گرفته می‌شود.